# 405 (číslo)
Čtyři sta pět je přirozené číslo. Následuje po číslu čtyři sta čtyři a předchází číslu čtyři sta šest. Římskými číslicemi se zapisuje CDV a řeckými číslicemi υε.

## Matematika
405 je:
- Deficientní číslo
- Složené číslo
- Nešťastné číslo

## Astronomie
- (405) Thia je planetka hlavního pásu, kterou objevil v roce 1895 Auguste Charlois

## Roky
- 405
- 405 př. n. l.